# Narimanov (stad)
Narimanov (Russisch: Нариманов) is een stad in de Russische oblast Astrachan en het bestuurlijk centrum van het gemeentelijk district Narimanovski. De stad ligt op de Kaspische Laagte aan de westelijke oever van de rivier de Wolga op 48 kilometer ten noordwesten van Astrachan.
Van oorsprong lag er het dorp (selo) Nizjnevolskoje ("Beneden de Wolga"). In 1967 werd deze plaats omgevormd tot een arbeidersnederzetting (nederzetting met stedelijk karakter) en kreeg het de naam Nizjnevolsk. In 1984 kreeg de plaats de status van stad met de huidige naam Narimov, naar de Azerbeidzjaanse sovjetrevolutionair Nariman Narimanov.
Bij de stad staat de scheepsbouwfabriek Lotus, waar schepen worden gebouwd en gerepareerd en waar blokmodules voor grote constructies voor drijvende olie-boorplatforms worden gefabriceerd.

## Demografie
| 1979  | 1989   | 2002   |
| ----- | ------ | ------ |
| 3.400 | 11.084 | 11.202 |

Bestuurlijk centrum: Astrachan
Achtoebinsk · Charabali · Kamyzjak · Narimanov · Znamensk